# Byvävare
Byvävare (Ploceus cucullatus) är en afrikansk fågel i familjen vävare inom ordningen tättingar.

## Utseende
Byvävaren är en satt 15-17 cm lång fågel med en kraftig, konformad näbb och mörkröda ögon. Hane i häckningsdräkt har svart näbb, gulsvart ovansida och gul undersida. I norr har den svart huvud kantat av kastanjebrunt, mest distinkt på nacke och bröst. Längre söderut minskar mängden svart och kastanjebrunt gradvis så den längst i söder endast har svart ansikte och strupe medan hjässa och nacke är gula.
Utanför häckningstid är huvudet gult med olivfärgad hjässa, grå ovansida och vitaktig undersida, medan vingarna behåller sin svartgula färg. Den adulta honan är olvstreckad ovan och har blekgul undersida. Ungfågeln liknar honan men är brunare på ryggen. 

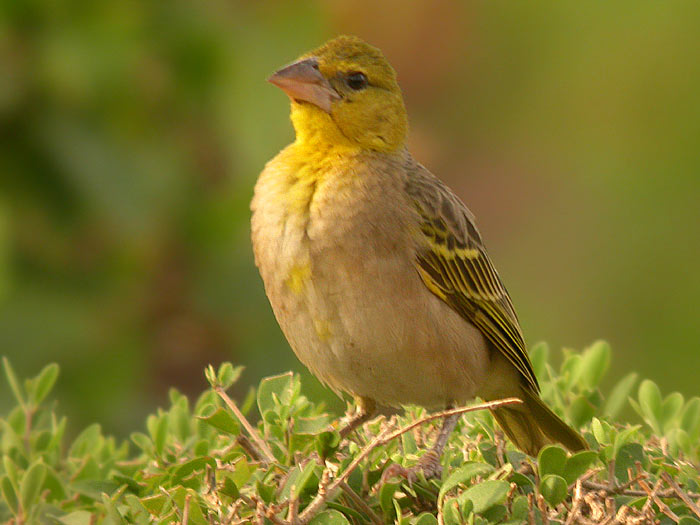
Hona.

## Utbredning och systematik
Byvävare delas in i åtta underarter med följande utbredning:
- Ploceus cucullatus collaris – förekommer i Gabon, sydvästra Kongo-Kinshasa och norra Angola
- cucullatus-gruppen
  - Ploceus cucullatus cucullatus – förekommer från Mauretanien till Tchad, södra till norra Gabon och nordvästra Kongo-Kinshasa samt ön Bioko
  - Ploceus cucullatus bohndorffi – förekommer i norra Gabon, Centralafrikanska republiken, norra Demokratiska republiken Kongo, sydvästra Sydsudan, Uganda, västra Kenya och nordvästra Tanzania
  - Ploceus cucullatus frobenii – förekommer i södra Kongo-Kinshasa
  - Ploceus cucullatus abyssinicus – förekommer i Eritrea, Etiopien, sydöstra Sudan och östra Sydsudan
- nigriceps/graueri-gruppen
  - Ploceus cucullatus graueri – förekommer från östra Kongo-Kinshasa till Rwanda, Burundi och angränsande västra Tanzania
  - Ploceus cucullatus nigriceps – förekommer från södra Somalia till Kenya, Tanzania och norra Moçambique samt på ön São Tomé
- Ploceus cucullatus spilonotus – förekommer från sydöstra Botswana till södra Moçambique, Sydafrika och Lesotho

Vissa inkluderar bohndorffi, frobenii och graueri i nominatformen.
Vid ett tillfälle har den även påträffats i Egypten, 1 maj 2006. Den har även etablerat frilevande populationer från förrymda burfåglar i Dominikanska republiken, Haiti, Martinique och Puerto Rico i Västindien samt Réunion och Mauritius i Indiska oceanen.

## Levnadssätt
Byvävaren är ofta mycket vanlig i en rad olika öppna eller halvöppna miljöer, både i skogslandskap och nära bebyggelse, och dess stora ljudliga häckningskolonier är ett vanligt inslag i byar och städer. Arten lever av frön och säd, vilket gör att den ibland betraktas som ett skadedjur. Den tar dock även insekter, framför allt när den matar ungarna.

### Häckning
Byvävaren häckar i kolonier i träd där den väver ett bo av gräs och lövremsor med ingång nedåt. Honan lägger två till tre ägg. En häckningskoloni kan bestå av upp till 150 bon, vanligen dock mellan åtta och hundra.

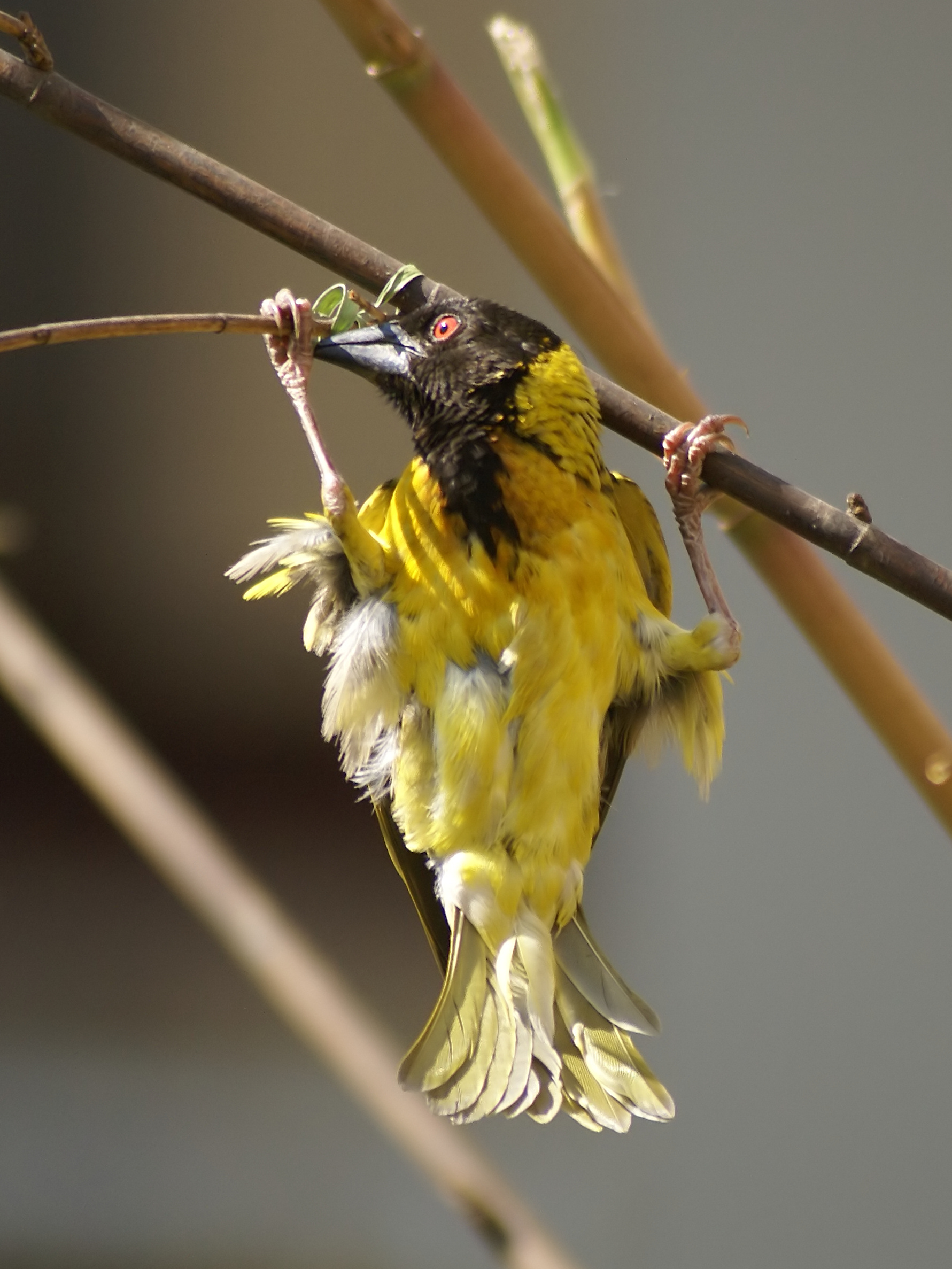
Inledningsskede i bobygget.

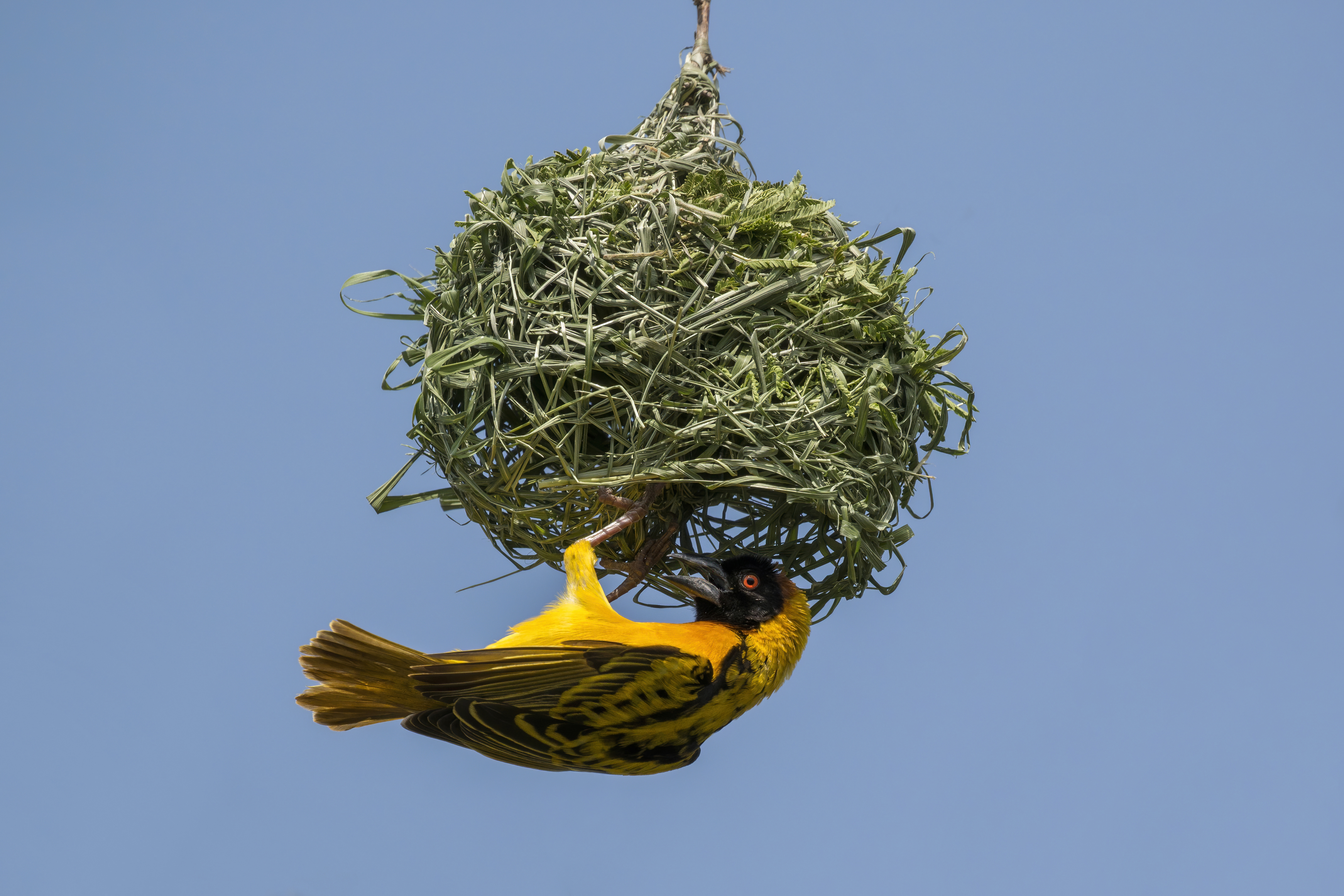
Bobygge i ett senare skede.

## Status och hot
Arten har ett stort utbredningsområde och en stor population med stabil utveckling och tros inte vara utsatt för något substantiellt hot. Utifrån dessa kriterier kategoriserar internationella naturvårdsunionen IUCN arten som livskraftig (LC). Världspopulationen har inte uppskattats men den beskrivs som generellt mycket vanlig.